# Opel Calibra
Opel Calibra – samochód sportowy klasy średniej produkowany przez niemiecką markę Opel w latach 1989–1997.

## Projekt i wykonanie

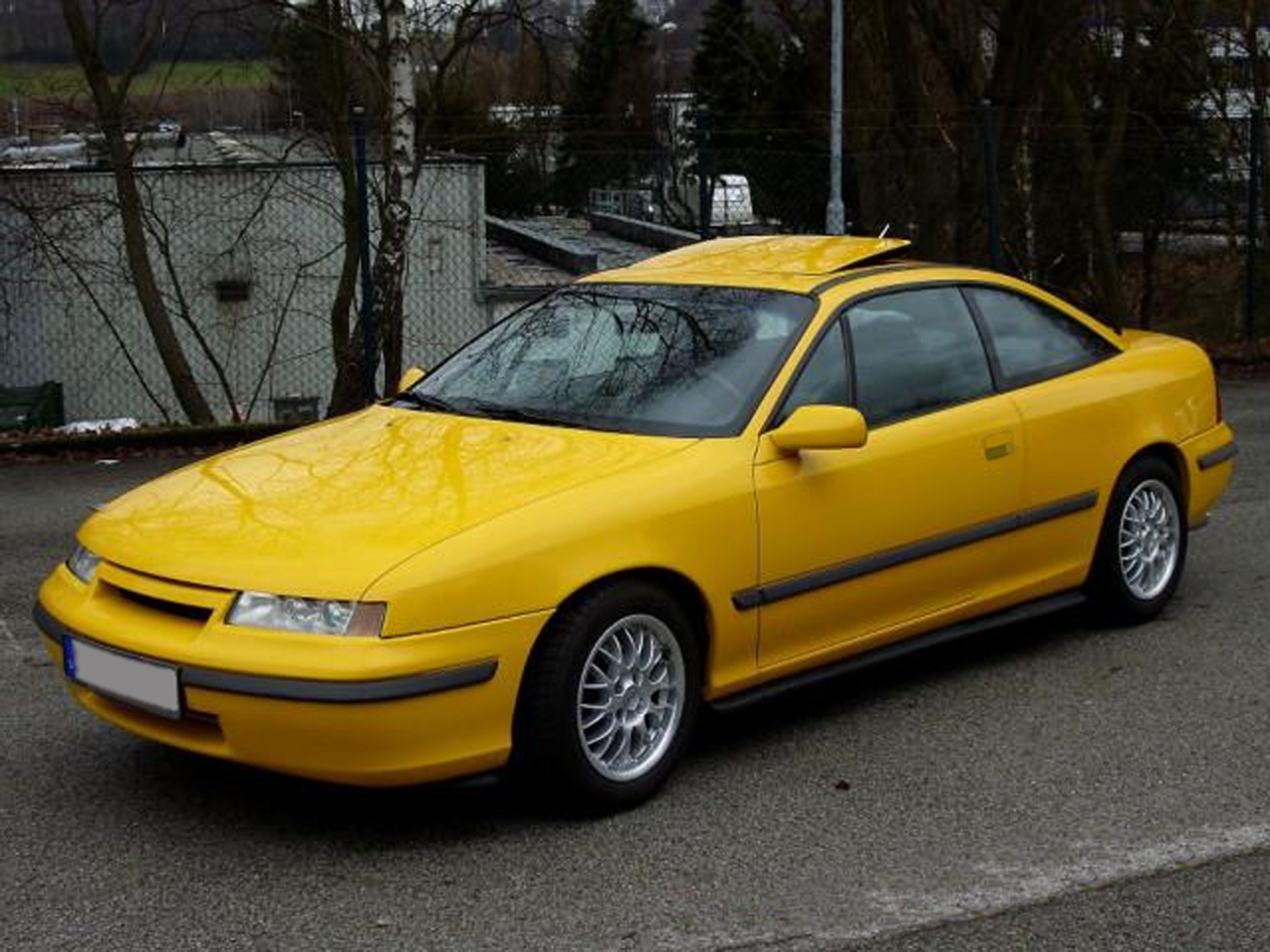
Opel Calibra – przód

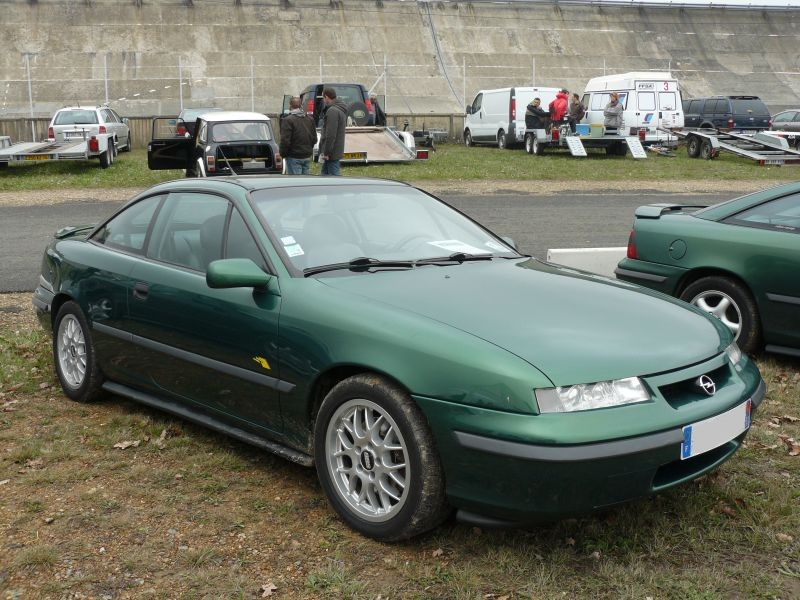
Opel Calibra po liftingu

W lipcu 1987 roku program otrzymał oficjalną aprobatę z wewnętrznym numerem projektu 2670. Pojazd został po raz pierwszy zaprezentowany podczas targów motoryzacyjnych we Frankfurcie w 1989 roku. Auto zbudowane zostało na bazie płyty podłogowej GM2900 współdzielonej m.in. z Oplem Vectra A, Saabem 900 II/9-3 I oraz 9-5. Auto zaprojektowane zostało przez amerykańskiego szefa GM Design Europe, Wayne’a Cherry’ego (emerytowanego) i bezpośrednio pracującego pod nim niemieckiego projektanta Erharda Schnella jako usportowiona odmiana Vectry A. Charakterystycznym elementem pojazdu są wąskie eliptyczne reflektory przednie niemieckiej firmy Hella, oraz duże klosze tylnych lamp zespolonych hiszpańskiej marki Yorka, a także drzwi bez obramowania nad szybą oraz ostro opadająca powierzchnia tylnej szyby. Nadwozie pojazdu odznacza się niskim współczynnikiem oporu powietrza wynoszącym 0,26. Wszystkie późniejsze modele 2.0i 4x4, 2.0i 16v, 2.0i 16v 4x4, model V6 i najbardziej egzotyczna wersja Turbo 4x4 miały gorszy współczynnik Cd wynoszący od 0.28 – 0.29, ze względu na zmiany w układzie chłodzenia, podwoziu, zastosowaniu kół szprychowych i przeszkleń.

## Historia modelu
Pomimo wznowionych wysiłków konkurujących ze sobą firm General Motors i Forda, aby modernizować modele, które już dawno się nie sprzedawały, rynek niedrogich modeli o nadwoziu coupé w całej Europie został praktycznie skanibalizowany przez Japończyków i ich niedrogie lekkie pojazdy z silnikami o pojemnościach 1.6-2.0l. Aby skutecznie konkurować z tym atakiem największych producentów z Japonii, dla GM i innych było jasne, że potrzebne jest świeże, nowoczesne podejście i myślenie, których efektem będzie skonstruowanie nowego coupé zaprojektowanego od podstaw do konkurowania w europejskim sektorze rynku, który został prawie porzucony przez największe koncerny motoryzacyjne Europy. Na początku 1989 roku zniknęły modele Opla – Manta i Capri, Renault zaniechał produkcję Fuego w 1986 w Europie, a Alfa Romeo zaprzestała produkować swoje modele Sprint oraz GTV – auta typowo coupe o sportowym zacięciu i nieprzesadnie drogich cenach w zakupie. Oprócz VW Corrado zaprezentowanego w 1988 roku była ogromna luka w tym segmencie, którą z premedytacją i pełnym sukcesem wykorzystywały japońskie wozy. W lipcu 1990 r. po tym, jak General Motors kupił udziały marki Saab poinformowano, że Calibra będzie oznaczona jako Saab w Stanach Zjednoczonych, ale plany te nie zostały zrealizowane. Były również plany wyprodukowania Calibry w nadwoziu kabriolet, ale te również się nie zrealizowały, chociaż Valmet Automotive zbudował dwa w pełni sprawne prototypy w kolorze czerwonym w 1992 roku z silnikami o pojemności 2,0 litra i 8 zaworach.
W plebiscycie na Europejski Samochód Roku 1991 model zajął 3. pozycję (za Renault Clio i Nissanem Primerą).
W 1991 roku z powodu zbyt dużego popytu pojazdu produkcję zlecono fińskiej fabryce Valmet Automotive w Uusikaupunki, gdzie kontynuowano ją do 1995 roku.
Calibra była jednym z najbardziej aerodynamicznych aut na rynku przez 10 lat. Zachowała to wyróżnienie aż do 1999 roku, kiedy to wyprzedziły ją nowsze konstrukcje takie jak Audi A2 i Honda Insight – oba miały współczynnik oporu powietrza 0,25. Jednak nawet w 2021 roku Opel Calibra nadal plasuje się wśród 20 najbardziej wydajnych pod względem aerodynamicznym samochodów, jakie kiedykolwiek wyprodukowano. Calibra, zaprojektowana, jest uważana przez niektórych za najbardziej stylowego Vauxhalla/Opla. Przez oparcie podwozia na modelu Vectra, jej właściwości jezdne i prowadzenie nie były znacząco lepsze niż w przypadku Vectry A – samochodu rodzinnego, z którego się wywodził. Był to jednak najbardziej aerodynamiczny Opel w historii. W marcu 1992 roku zaprezentowano najmocniejszą wersję. Do gamy jednostek napędowych wprowadzono turbodoładowany silnik benzynowy o pojemności 2 l i mocy (204 KM), która wyposażona została w napęd na cztery koła oraz 6-biegową ręczną skrzynię biegów.
W 1994 roku auto przeszło delikatny lifting. Zmieniono umiejscowienie znaku firmowego, który przeniesiony został z maski na atrapę chłodnicy, a także zmieniono detale wnętrza pojazdu. Przy okazji do gamy jednostek napędowych dodano zmodernizowany silnik 2.0 16V Ecotec o mniejszej mocy (136 KM) (100 kW), który ze względu na rosnące normy emisji spalin zastąpił silnik C20XE 2.0 16v (150 KM) (110 kW) znany m.in. Z Kadetta GSI i Astry GSI, a także wprowadzony został silnik V6 2.5 24V Ecotec o mocy 170 KM.
W latach swojej produkcji Calibra dzięki swojemu wachlarzu jednostek i przystępnej cenie była znacznie bardziej popularna niż jej rywale, Ford Probe czy VW Corrado. Ford, który dla większości europejskich konsumentów był uważany za słaby i zbyt amerykański, zaś model Corrado wyprodukowany w niecałych 100 tys. egzemplarzach był drogi w momencie swojego debiutu. Łącznie w latach 1989–1997 wyprodukowano 238 164 egzemplarzy Calibry.
W 1995 roku produkcja Vectry A została wstrzymana, ale Calibra była kontynuowana do końca 1997 roku, kiedy to ostatecznie została usunięta z gamy Vauxhall/Opel. Chociaż dostępne było mniejsze coupé (Tigra), marka pozostała bez średniej wielkości coupé do czasu wprowadzenia Astry Coupé w 2000 roku.
Calibra ma przestronny bagażnik w porównaniu do większości typowych samochodów sportowych. Bagażnik Calibry ma 300 litrów, a po złożeniu tylnej kanapy wartość ta rośnie niemalże do 1000 litrów. Koło zapasowe jest schowane w schowku w dolnej części bagażnika.
Na tylnych siedzeniach dwóch podróżnych może podróżować dość komfortowo – tylko wysokie osoby muszą siedzieć lekko przykucnięte, aby nie uderzyć w tylną szybę podczas nierówności drogi. Dotyczy to osób o wzroście powyżej 180 cm. Jest to dość rzadkie zjawisko jak na samochód sportowy coupe tych rozmiarów, czyli nie klasyfikujące się do sportowych GT które osiągają ponad 4800 mm długości. Słabym punktem Calibry zawsze były przednie reflektory, które nie gwarantują odpowiedniego oświetlenia na drodze w nocy. Calibra ma duży potencjał wydajności i tuningu, silniki Turbo nierzadko po modyfikacjach i wzmocnieniach mogą osiągać moce rzędu 450-600 KM

### Wyposażenie
W momencie wprowadzenia na rynek w 1990 roku Opel Calibra cechowała się wysoką wydajnością aerodynamiczną i praktycznością na co dzień. Ogromna tylna klapa zapewniała łatwy dostęp do wszechstronnego, po złożeniu tylnej kanapy 980-litrowego bagażnika, a standardowe wyposażenie obejmowało wspomaganie kierownicy, pięciobiegową manualną skrzynię biegów, system nagłośnienia z sześcioma głośnikami, przyciemniane szyby, centralny zamek, elektrycznie sterowane i podgrzewane lusterka oraz system ABS. Nabywcy Calibry mogli opcjonalnie również wybrać klimatyzację, skórzaną tapicerkę, czterobiegową automatyczną skrzynię biegów i elektryczny szyberdach uchylno-przesuwny z listy opcji samochodu.

## Opel Calibra 2.0i / 2.0i 16v / 2.0i 16v 4x4 (1990-1997)
Podstawową jednostką napędową pojazdu był silnik benzynowy o pojemności 2.0 l i mocy (115 KM) (85 kW). Innym silnikiem był zmodyfikowana jednostka o 16 zaworach która rozwijała 150 KM (110 kW). Silnik ten rozsławił Opla, charakteryzując się dobrą dynamiką i niskim poziomem spalania przy ekonomicznej jeździe. Calibra z jednostką 2.0i 16v nie była oferowana z automatyczną skrzynią biegów, później moc w silniku obniżono do 136 KM (100 kW) ze względu na zaostrzające się przepisy dotyczące spalin. Auto dostępne było seryjnie jako przednionapędowe z manualną 5 biegową skrzynią biegów, jak i w opcji doposażone w napęd 4x4 lub 4 stopniową skrzynię automatyczną z konwerterem. Jednostki 8v często w latach późniejszych modernizowano i wyposażano w alternatywne paliwo jakim jest LPG. Silnik bardzo dobrze znosi tego typu modyfikacje. 8v jest silnikiem bezkolizyjnym. Wśród fachowców, użytkowników i prasy motoryzacyjnej to właśnie jednostka 16v była najbardziej polecana z gamy silników, łącząc dynamikę i ekonomie użytkowania w porównaniu do bardziej paliwożernych modeli V6 czy skomplikowanego modelu Turbo 4x4.
| Wersja                            | Calibra 2.0i                                                                           | Calibra 2.0i 16v                                                          | Calibra 2.0i 16v Ecotec                                             |
| --------------------------------- | -------------------------------------------------------------------------------------- | ------------------------------------------------------------------------- | ------------------------------------------------------------------- |
| Okres produkcji                   | 11.1989 – 07.1994                                                                      | 11.1989 – 02.1994                                                         | 02.1994 – 06.1997                                                   |
| Ilość egzemplarzy                 | 129 284 sztuk                                                                          | 82 963 sztuk                                                              | 82 963 sztuk                                                        |
| Silnik                            | 4-cylindrowy rzędowy, OHC 2 zaworowy                                                   | 4-cylindrowy, rzędowy, DOHC, 4 zaworowy                                   | 4-cylindrowy, rzędowy, DOHC, 4 zaworowy                             |
| Rodzaj sinika                     | GM-Opel C20NE LE4, benzynowy                                                           | GM-Opel C20XE L80, benzynowy                                              | GM Opel Ecotec X20XEV LE34 (Family II), benzynowy                   |
| Dodatkowe funkcje silnika         | —                                                                                      | —                                                                         | Ecotec                                                              |
| Pojemność skokowa                 | 1998 cm³                                                                               | 1998 cm³                                                                  | 1998 cm³                                                            |
| Skrzynia biegów                   | man. 5 biegowa (F16CR-5) aut. 4 biegowa (Aisin AF20)                                   | man. 5 biegowa (F20)                                                      | man. 5 biegowa (F18CR-5) aut. 4 biegowa (Aisin AF20)                |
| Napęd                             | seryjny: przedni opcjonalny: 4x4                                                       | seryjny: przedni opcjonalny: 4x4                                          | seryjny: przedni opcjonalny: 4x4                                    |
| Moc maksymalna silnika            | 85 kW (115 KM) @ 5200 rpm                                                              | 110 kW (150 KM) @ 6000 rpm                                                | 100 kW (136 KM) @ 5600 rpm                                          |
| Maksymalny moment obrotowy        | 170 Nm @ 2600 rpm                                                                      | 196 Nm @ 4800 rpm                                                         | 185 Nm @ 4000 rpm                                                   |
| Prędkość maksymalna               | man. 205 km/h aut. 200 km/h 4x4 200 km/h                                               | man. 233 km/h 4x4 215 km/h                                                | man. 215 km/h aut. 205 km/h 4x4 200 km/h                            |
| Przyspieszenie 0–100 km/h         | man. 10,0 s aut. 12,0 s 4x4 11,0 s                                                     | man. 8,5 s 4x4 9,5 s                                                      | man. 9,5 s aut. 11,5 s 4x4 10,5 s                                   |
| Średnie zużycie paliwa            | 90 km/h: 6,1 l/100km –– 5.9 l/100km (aut.) 120 km/h: 7,5 l/100km –– 7,3 l/100km (aut.) | 90 km/h: 5,7 l/100km 120 km/h: 7,2 l/100km                                | 90 km/h: 5,9 l/100km 120 km/h: 7,1 l/100km                          |
| Zużycie paliwa w cyklu miejskim   | 11,1 l/100km –– 11,6 l/100km (aut.)                                                    | 10,4 l/100km –– 11,5 l/100km (4x4)                                        | 10,5 l/100km –– 11,2 l/100km (aut.)                                 |
| Zasięg teoretyczny                | 671 km miasto: 475 – 575 km trasa: 610 – 735 km pozamiejski: 740 – 885 km              | 606 km miasto: 410 – 490 km trasa: 606 – 725 km pozamiejski: 700 – 840 km | 385 km miasto: 385 – 460 km trasa: 385 – 460 km pozamiejski: 300 km |
| Współczynnik oporu powietrza (c∂) | 0,26                                                                                   | 0,28                                                                      | 0,28                                                                |
| Wymiary nadwozia                  | długość: 4492 mm szerokość: 1688 mm wysokość: 1320 mm                                  | długość: 4492 mm szerokość: 1688 mm wysokość: 1320 mm                     | długość: 4492 mm szerokość: 1688 mm wysokość: 1320 mm               |
| Masa pojazdu                      | man. 1170 kg aut. 1205 kg 4x4 1255 kg                                                  | man. 1195 kg 4x4 1255 kg                                                  | man. 1170 kg aut. 1205 kg 4x4 1255 kg                               |
| Pojemność zbiornika paliwa        | 63 l                                                                                   | 63 l                                                                      | 63 l                                                                |
| Pojemność bagażnika               | 300 l – 980 l (złożona kanapa)                                                         | 300 l – 980 l (złożona kanapa)                                            | 300 l – 980 l (złożona kanapa)                                      |
| Ogumienie seryjne                 | 195/60 R 14 85V                                                                        | 205/55 R 15 87V                                                           | 205/55 R 15 87V                                                     |

## Opel Calibra V6 (1993-1997)
Na początku lat 90. firma Opel dostrzegła potrzebę wprowadzenia nowoczesnej, lekkiej i kompaktowej jednostki napędowej, która zastąpiłaby starzejącą się gamę sześciocylindrowych silników rzędowych oferowanych w latach 80. przez Opla. Nowoczesne silniki V6 miały żeliwny blok silnika z głowicami cylindrów ze stopu aluminium. Głowice cylindrów zawierają 4 zawory na cylinder, uruchamiane przez dwa górne wałki rozrządu, napędzane paskiem. Silniki te różniły się od wielu nowoczesnych silników V6 konkurencji tym, że miały kąt cylindra wynoszący 54° stopnie w przeciwieństwie do bardziej konwencjonalnej konfiguracji w innych modelach i markach wynoszącej 60° stopni. Zwiększyło to kompaktowość silników, która była potrzebna, aby umożliwić jego zastosowanie w modelach z napędem na przednie koła, a także w samochodach z napędem na tylne koła. Inne cechy tych silników to wymiennik ciepła olej-woda zamontowany w bloku silnika, system zarządzania silnikiem Bosch Motronic z pełnym sekwencyjnym wtryskiem paliwa, kontrola stuków na każdym rzędzie, bezdystrybutorowy system zapłonu (DIS) i kontrola sondy lambda zamkniętej pętli.
W kwietniu 1993 roku do palety Calibry dołączyła bardziej luksusowa wersja i silnik V6 trafił wreszcie pod maskę Calibry. Największy konkurent Opla – VW Corrado miał już silnik tego typu w sierpniu 1991 roku w którym zastosowano właśnie 6 cylindrów i właśnie tym model Corrado odbierał przez 2 lata potencjalnych klientów modelowi Calibra. Ponieważ konkurent był produkowany dwa lata przed debiutem Calibry, wraz z wprowadzeniem tego silnika w Oplu, Corrado produkowany był już tylko 2 lata. Po czym jego produkcja została zaniechana. W modelu Calibra zastosowano nowy silnik 2,5-litrowy z 24 zaworową głowicą. Silnik dostał oznaczenie GM-Opel C25XE, rozwijał on moc 170 KM (125 kW). Wersja V6 była standardowo wyposażana w 5 biegową manualną skrzynią biegów i jedyną opcją napędową była oś przednia, nie było w tym modelu możliwości montażu napędu na obie osie (4x4) nawet za dopłatą. Za dopłatą za to można było zamówić pojazd z automatyczną skrzynią biegów, która bardziej pasowała do charakterystyki tego silnika. Maksymalny moment obrotowy w pierwszej generacji tego silnika wynosił 227 Nm i był dostępny przy dość wysokich jak na Opla (4200 obr./min)
W 1994 roku, w celu spełnienia bardziej rygorystycznych wymagań dotyczących emisji, do modelu C25XE dodano system wtórnego wtrysku powietrza i zawór EGR, wersja ta stała się modelem o nowym oznaczeniu kodowym X25XE. Wyjątkiem są roczniki modelowe z ostatniego roku produkcji Calibry (1997 rok), które ze względu na brak i niedostępność bloków silnika C25XE zostały wyprodukowane z wykorzystaniem bloku X25XE, ale bez modyfikacji górnej części silnika i bez dodatku EGR. Model X25XE korzystał również z pompy olejowej o większej objętości. Kolejność wypalania to 1-2-3-4-5-6. X25XE miał symbolicznie większy moment obrotowy (230 Nm), za to przy zdecydowanie niższych prędkościach obrotowych (3200 obr./min)
C25XE lub B258i został również wprowadzony w Oplu Vectrze A (1993-1995), Oplu Omega B1 i Saabie 900. Posiadał zarządzanie silnikiem Bosch Motronic M2.8.3 (Calibra 1993-1994, Vectra-1995) w 1994 stopień kompresji wynosił 10,8:1. W Omedze zarządzanie silnikiem posiłkowało się starszą odmianą Bosch Motronic 2.8.1.
Niewielkie zmiany zostały wprowadzone do jednostki podczas jej produkcji, w tym zadebiutowała ulepszona pompa olejowa w połowy 1997 roku, z dodatkiem większych kanałów olejowych w obróbce głowicy (T-Vents) i zmodyfikowanymi popychaczami zaworów w celu zmniejszenia hałasu górnego zaworu, przy którym układ paska rozrządu zmienił się również wraz z poruszaniem się dolnego koła pasowego, około 1998 r. nakręcany metalowy filtr oleju, został wymieniony na jednorazowy wkład papierowy w celu ułatwienia wymiany.
Wersja V6 zewnętrznie nie różniła się zbytnio od innych modeli Calibry. W bogatszym wnętrzu znajdziemy lepsze wyposażenie, często auto jest wyposażone w szyberdach, skórzaną tapicerkę (standardowo materiałową), podgrzewane przednie siedzenia i radio z 6 głośnikami. Prędkościomierz jest wyskalowany do 260 km/h a obrotomierz do 7000 obr./min. Pod maską znajdziemy elegancko wystylizowaną szaro-białą obudowę, pod którą znajduje się silnik V6.
Silnik miał też swoje echo podczas wyścigów. Tę jednostkę stosowano w wyścigach DTM w latach 1993–1995, zabudowano ją w autach z napędem na cztery koła a sam silnik był osadzony wzdłużnie, a nie poprzecznie jak w seryjnych modelach.
Produkcja Opla Calibry V6 zakończyła się w 1997 roku.
| Wersja                            | Calibra V6                                                                | Calibra V6                                                                |
| --------------------------------- | ------------------------------------------------------------------------- | ------------------------------------------------------------------------- |
| Okres produkcji                   | 04.1993 – 07.1996                                                         | 08.1996 – 06.1997                                                         |
| Silnik                            | 6-cylindrowy, w układzie V, DOHC, 4 zaworowy                              | 6-cylindrowy, w układzie V, DOHC, 4 zaworowy                              |
| Liczba egzemplarzy                | 11 898 sztuk                                                              | 11 898 sztuk                                                              |
| Rodzaj sinika                     | GM Opel C25XE, benzynowy                                                  | GM Opel X25XE, benzynowy                                                  |
| Dodatkowe funkcje silnika         | Ecotec                                                                    | Ecotec                                                                    |
| Pojemność skokowa                 | 2498 cm³                                                                  | 2498 cm³                                                                  |
| Skrzynia biegów                   | 5 biegowa manualna (F25) lub 4 biegowa automatyczna (Aisin AF20)          | 5 biegowa manualna (F25) lub 4 biegowa automatyczna (Aisin AF20)          |
| Napęd                             | przedni                                                                   | przedni                                                                   |
| Moc maksymalna silnika            | 125 kW (170 KM) @ 6000 rpm                                                | 125 kW (170 KM) @ 6000 rpm                                                |
| Maksymalny moment obrotowy        | 227 Nm @ 4200 rpm                                                         | 230 Nm @ 3200 rpm                                                         |
| Prędkość maksymalna               | przekładnia manualna: 233 km/h przekładnia automatyczna: 200 km/h         | przekładnia manualna: 233 km/h przekładnia automatyczna: 200 km/h         |
| Przyśpieszenie 0–100 km/h         | przekładnia manualna: 10,0 s przekładnia automatyczna: 12,0 s             | przekładnia manualna: 10,0 s przekładnia automatyczna: 12,0 s             |
| Średnie zużycie paliwa            | 90 km/h: 6,6 l/100km 120 km/h: 8,2 l/100km (dane producenta) (95 RON)     | 90 km/h: 6,6 l/100km 120 km/h: 8,2 l/100km (dane producenta) (95 RON)     |
| Zużycie paliwa w cyklu miejskim   | 11,4 l/100km (dane producenta) (95 RON)                                   | 11,4 l/100km (dane producenta) (95 RON)                                   |
| Zasięg teoretyczny                | 595 km miasto: 415 – 500 km trasa: 585 – 700 km pozamiejski: 665 – 795 km | 595 km miasto: 415 – 500 km trasa: 585 – 700 km pozamiejski: 665 – 795 km |
| Współczynnik oporu powietrza (c∂) | 0,28                                                                      | 0,28                                                                      |
| Wymiary nadwozia                  | długość: 4492 mm szerokość: 1688 mm wysokość: 1320 mm                     | długość: 4492 mm szerokość: 1688 mm wysokość: 1320 mm                     |
| Masa pojazdu                      | 1355 kg – 1374 kg                                                         | 1355 kg – 1374 kg                                                         |
| Pojemność zbiornika paliwa        | 63 l                                                                      | 63 l                                                                      |
| Pojemność bagażnika               | 300 l – 980 l (złożona kanapa)                                            | 300 l – 980 l (złożona kanapa)                                            |
| Ogumienie seryjne                 | 205/55 R 15 87V                                                           | 205/55 R 15 87V                                                           |
| Układ hamulcowy                   | tarcze przednie: 288 mm tarcze tylne: 270 mm                              | tarcze przednie: 288 mm tarcze tylne: 270 mm                              |

## Opel Calibra Turbo 4x4 (1992-1996)
W marcu 1992 roku Calibra Turbo 4×4 trafiła do dealerów jako nowy topowy model. Zastosowano w nim już znany silnik 2,0-litrowy z szesnastozaworową zaworową głowicą znany z modelu 16v. Nowy silnik został opracowany przez Dr. Fritza Indrę dostał oznaczenie (C20LET), który z turbosprężarką firmy KKK (model K16) z intercoolerem rozwijał teraz (204 KM) (150 kW). Nowa turbosprężarka nie była kołnierzowa, ale z zintegrowanym kolektorem wydechowym. Wersja turbo była standardowo dostępna tylko i wyłącznie z sześciobiegową manualną skrzynią biegów i napędem na cztery kołach, nie było w opcji automatycznej skrzyni biegów, czy napędu na oś przednią. Maksymalny moment obrotowy wynosił solidne 280 Nm z uwagi na limit wytrzymałościowy skrzyni biegów, był już dostępny przy 2400 obr./min aż do 4000 obr./min. Mimo iż wersja V6 bardziej harmonijnie rozwijała moc i lepiej brzmiała, to Calibra Turbo była najszybszą i najbardziej egzotyczną wersją Calibry. Lepiej się prowadziła dzięki lżejszemu silnikowi na przedniej osi w porównaniu do V6 i mimo seryjnie dołączonego napędu na cztery koła nie była cięższa niż modele 2.5i V6. Prędkość maksymalna deklarowana przez producenta to 245 km/h i od 0 do 100 km/h poniżej 7 sekund. Zatrzymanie z pierwszych stu kilometrów wynosiło niespełna 40 metrów. W pierwszym roku produkcji, a więc 1992 r. kosztował 49 880,00 marek. W klasie ekonomicznych coupe o sportowym zacięciu w jakiej model Calibra konkurował, był to jeden z szybszych samochodów oferowanych na rynku europejskim. W szczególności pikanterii dodawał fakt, że największy konkurent Opla, a więc Corrado VR6 miał 14 KM mniej, lecz większy silnik prawie o jeden litr, osiągi były niemalże identyczne dla tych aut, lecz Opel osiągał większą prędkość maksymalną i lepszy moment obrotowy – głównie za sprawą doładowania.
Wersja 16v Turbo 4x4 zewnętrznie różniła się od innych modeli Calibry jedynie 16-calowymi felgami aluminiowymi, o wyglądzie turbo wentylatorów skierowanych w stronę ruchu opony z pięcioma otworami, napisem turbo z lewej stronie na tylnej klapie i czerwonymi znaczkami 4x4 po obu stronach pojazdu. We wnętrzu zaistniały większe zmiany. W bogatszym wnętrzu znajdziemy lepsze wyposażenie, często auto jest wyposażone w szyberdach, dodatkowo płatną skórzaną tapicerkę, podgrzewane przednie siedzenia i radio Philips SC 804 o mocy 4 × 20 W. Najłatwiej wersje Turbo rozpoznać po innych felgach i kierownicy z białym napisem turbo na środku, prędkościomierzu z napisem 16v Turbo znajdującym się na cyferblacie, wyskalowanym do 280 km/h i obrotomierzu z czerwonym polem 8000 obr./min – (początkowe modele od 03.1992 do końca 12.1993 roku). W 1994 cała gama Calibry przeszła delikatny lifting. Od tamtej pory wskaźniki informujące kierowcę o prędkości i obrotach były wyskalowane do 260 km/h i obrotomierz sięgał teraz do 7000 obr./min. Z oferty zniknęła także kierownica z napisem Turbo w miejsce, której pojawiła się nowa z poduszą powietrzną, taka sama jak w modelach V6. W palecie tylko ten model był wyposażony seryjnie w turbodoładowanie. Jednym z najczęstszych wybieranych lakierów w modelu Turbo był kolor 547 Magmarot-Brilliant.
Oficjalna produkcja Opla Calibry Turbo 4x4 zakończyła się w 1996 roku.
Duchowym następcą tego modelu stała się Astra Turbo z 2000 roku, jednak już bez napędu na 4 koła i z mniejszą o (14 KM) (10 kW) mocą osiąganą z silnika o podobnej konstrukcji, w późniejszych odsłonach OPC podwyższono moc tego modelu o 10 KM i wynosiła ona 200 KM.
| Wersja                            | Calibra 2.0i 16v 4x4 Turbo                                                |
| --------------------------------- | ------------------------------------------------------------------------- |
| Okres produkcji                   | 03.1992 – 07.1996                                                         |
| Ilość egzemplarzy                 | 14 019 sztuk                                                              |
| Silnik                            | 4-cylindrowy, rzędowy, DOHC, 4 zaworowy                                   |
| Rodzaj sinika                     | GM-Opel C20LET (Family II), benzynowy                                     |
| Dodatkowe funkcje silnika         | Turbodoładowanie KKK16                                                    |
| Pojemność skokowa                 | 1998 cm³                                                                  |
| Skrzynia biegów                   | 6 biegowa manualna (F28/6)                                                |
| Napęd                             | 4x4                                                                       |
| Moc maksymalna (kW)               | 150 kW (204 KM) @ 5600 rpm                                                |
| Maksymalny moment obrotowy (Nm)   | 280 Nm @ 2400-4000 rpm                                                    |
| Prędkość maksymalna               | 245 km/h                                                                  |
| Przyśpieszenie 0–100 km/h         | 6,8 s                                                                     |
| Średnie zużycie paliwa            | 90 km/h: 6,1 l 120 km/h: 7,5 l (dane producenta) (95 RON)                 |
| Zużycie paliwa w cyklu miejskim   | 11,1 l (dane producenta) (95 RON)                                         |
| Zasięg teoretyczny                | 671 km miasto: 475 – 575 km trasa: 610 – 735 km pozamiejski: 740 – 885 km |
| Współczynnik oporu powietrza (c∂) | 0,29                                                                      |
| Wymiary nadwozia                  | długość: 4492 mm szerokość: 1688 mm wysokość: 1320 mm                     |
| Masa pojazdu                      | 1350 kg                                                                   |
| Pojemność zbiornika paliwa        | 63 l                                                                      |
| Pojemność bagażnika               | 300 l – 980 l (złożona kanapa)                                            |
| Układ hamulcowy                   | tarcze przednie: 284 mm tarcze tylne: 270 mm                              |
| Ogumienie seryjne                 | 205/50 ZR 16 87V                                                          |

## Modele specjalne
- Classic
- Classic II
- Color Edition
- Young
- DTM Edition
- Keke Rosberg Edition
- Cliff Motorsport Edition
- Last Edition – 984 egzemplarze[2]

Każda z wersji specjalnych różni się od standardowej wysokością zawieszenia, pakietem spoilerów firmy Irmscher (Cliff Motorsport Edition i Last Edition), układem wydechowym, wyposażeniem (np. aluminiowe felgi BBS 16", obniżone zawieszenie Irmscher’a, tylny spojler, żółte znaczki na drzwiach i klapie bagażnika, klamki i listwy dachowe w kolorze nadwozia, tabliczka na popielniczce w wersji DTM i KEKE ROSBERG EDITION).
W latach 1993–1994, wyścigowy Opel zbudowany na bazie Calibry, prowadzony przez Keke Rosberga, Manuela Reutera i Johna Wintera brał udział w ITC. W 1996 roku Calibra pomogła im zdobyć tytuł mistrzowski w kategoriach: najlepszy team i najlepszy kierowca. Po tym zwycięstwie Calibra została wycofana ze sportu motorowego, a także zakończono jej produkcję.
Występowały także nie seryjne samochody wyścigowe Calibra V6 DTM, mimo że nadal były to wyścigowe auta z napędem na cztery koła, miały silnik montowany wzdłużnie, a nie poprzecznie jak seryjne modele Calibry. Wczesne samochody DTM korzystały z wolnossącego silnika V6 Opla Cosworth 54 stopni, opartego na seryjnym silniku samochodowym C25XE. Moc wzrosła z 420 do 480 KM (310 do 350 kW i 410 do 470 KM) w latach (1993-1995).
Następnie w 1996 roku, ze względu na zmiany w przepisach FIA, zamiast nich zastosowano nowo opracowany silnik: całkowicie aluminiowy 75-stopniowy silnik Cosworth KF V6, oparty na Isuzu Trooper/Amigo V6. Był to silnik 6VD1, który był silnikiem wyprodukowanym przez ISUZU (ten jeden silnik znalazł również swoje miejsce w komorze silnika samochodu Honda Passport).
Dzięki tej nowej jednostce udało im się zdobyć zwycięstwo w mistrzostwach ITC 1996. KF V6 był w stanie rozpędzić się do 15 000 obr./min.
Ostatnim znanym samochodem wyścigowym KF V6 Calibra jest prototyp Zakspeed, Calibra Concept 2, który został zbudowany jako samochód testowy na nadchodzące mistrzostwa FIA, które w rzeczywistości nigdy się nie wydarzyły. Zwyciężyła także Calibra Turbo, aczkolwiek bez większych sukcesów. Calibra zajęła dziewiąte miejsce w Sanremo Rallye 1992, z Bruno Thiry za kierownicą. To sprawiło, że był to najszybszy samochód w klasie od 1600 do 2000 cm³.
Były również plany wyprodukowania wersji kabriolet, ale te również się nie zrealizowały, chociaż Valmet Automotive zbudował dwa w pełni sprawne prototypy w kolorze czerwonym w 1992 roku z podstawowym silnikiem o pojemności 2,0 litrów i 8 zaworów.
Jednak jedną z najbardziej egzotycznych konstrukcji jakie przeszła Calibra była wykonana przez niemieckiego tunera firmę Artz. Calibra całkowicie powiększona i poszerzona w stosunku do seryjnej, zaadaptowała mechanizmy z Lotusa Omegi łącznie z jej silnikiem, wykonano tylko 1 sztukę. Wnętrze przejęto całkowicie z Opla Omegi Lotusa. Dzięki bardziej korzystnej aerodynamiki w porównaniu do Opla Omegi, Artz podawał nieoficjalne przyśpieszenie Calibry Lotusa do 100 km/h w 4.9 sekundy i prędkość maksymalną 300 km/h.

## Opcje kolorów nadwozia
W reklamującej broszurze prezentujące wersje Calibry w edycjach Cliff Motorsport Edition zastosowano trzy różne nazwy dla istniejących już kolorów nadwozia:
| Kod lakieru                    | Nazwa lakieru                           |
| ------------------------------ | --------------------------------------- |
| 119                            | Mistral Gray Metallic                   |
| 128                            | Astrosilver Metallic                    |
| 138                            | Star Silver Mineral Effect              |
| 140                            | Smoke Gray Metallic                     |
| 144                            | Magic Gray Mineral Effect               |
| 146                            | Titanium Silver Mineral Effect          |
| 200                            | Black Uni                               |
| 262                            | Baikal Blue Metallic                    |
| 265                            | Tech Purple Metallic                    |
| 266                            | Nova Black Metallic                     |
| 270                            | Spectral Blue Mineral Effect            |
| 277                            | Caribbean Blue Metallic                 |
| 277 (Cliff Motorsport Edition) | Polar / Caribbean Blue Metallic         |
| 279                            | Heliotrope Mica Metallic Mineral Effect |
| 283                            | Nautilus Blue Mineral Effect            |
| 286                            | Ceramic Blue Mineral Effect             |
| 286 (Cliff Motorsport Edition) | Barracuda / Ceramic Blue Mineral Effect |
| 288                            | Magnetic Blue Mineral Effect            |
| 288 (Cliff Motorsport Edition) | Ocean / Magnetic Blue Mineral Effect    |
| 290                            | North Cape Mineral Effect               |
| 357                            | Neptune Turquoise Mineral Effect        |
| 359                            | Jungle Green Mineral Effect             |
| 366                            | Bermuda Green Mineral Effect            |
| 368                            | Iceland Blue Mineral Effect             |
| 369                            | Rio Verde Green Mineral Effect          |
| 474                            | Casablanca White Uni                    |
| 571                            | Amarena Mineral Effect                  |
| 574                            | Magma Red Brilliant                     |
| 631                            | Solar Yellow II-Uni                     |